# قیمت بنزین در ایران

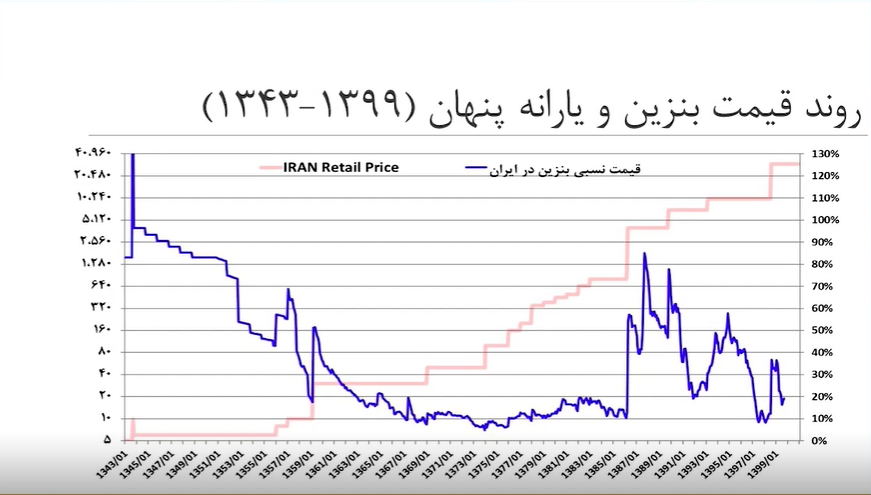
نمودار تغییر قیمت ریالی بنزین (قرمز رنگ و ستون سمت چپ) و قیمت جهانی بنزین فروخته شده توسط شرکت ملی پالایش و پخش فرآورده‌های نفتی در ایران. از سال ۱۳۶۳ (بعد از دولت رجایی) تا سال ۱۳۸۵ دولت‌ها در ایران بین ۸۰ تا ۹۰ درصد قیمت هر لیتر بنزین عرضه شده را با مصرف منابع دولتی و از جیب عموم مردم ایران پرداخت کردند.

قیمت بنزین در ایران از موضوعات جنجال‌ساز ایران بعد از دهه هشتاد به‌شمار می‌رود. به گفتهٔ وزیر نفت دولت دوازدهم قیمت تمام‌شدهٔ هر لیتر بنزین برای دولت ایران ۲۰۰۰ تومان است. در حال حاضر بنزین معمولی با قیمت سهمیه‌ای لیتری ۱۵۰۰ تومان و قیمت بنزین معمولی با قیمت آزاد لیتری ۳۰۰۰ تومان توزیع می‌شود؛ قیمت بنزین سوپر نیز ۳۵۰۰ تومان است.در خرداد ۱۴۰۴، مصرف بنزین کشور به رکورد ۱۴۲ میلیون لیتر در روز رسید و گزارش‌ها نشان می‌دهند که برای جبران کمبود سوخت، ایران مجبور به واردات مقادیر زیادی سوخت از منابع خارجی است.

## تاریخچه
هر لیتر بنزین در سال ۱۳۵۵ با نرخ ۶ ریال به فروش می‌رسید. در سال ۱۳۵۶ به ۸ ریال و در سال ۱۳۵۷ به ۱۰ ریال افزایش یافت. دو سال بعد، یعنی در سال ۱۳۵۹، دولت وقت قیمت بنزین را به ۳۰ ریال افزایش داد و این نرخ تا سال ۱۳۶۸ ثابت بود. پس از آن، در دولت سازندگی یک بار در سال ۱۳۶۹ قیمت بنزین به ۵۰ ریال در هر لیتر و بار دیگر در سال ۱۳۷۴ قیمت بنزین به ۱۰۰ ریال افزایش یافت. از این پس، قیمت بنزین روند افزایش سالانه در پی گرفت و هر لیتر بنزین در سال ۱۳۷۵ به قیمت ۱۳۰ و در سال ۱۳۷۶ به ۱۶۰ ریال عرضه شد. در دولت اصلاحات نرخ بنزین طبق جدول زیر به صورت سالانه تغییر کرد و تا سال ۱۳۸۳ به نرخ ۸۰۰ ریال برای هر لیتر رسید تا اینکه با قانون تثبیت قیمت‌ها، مجلس هفتم دولت را از افزایش قیمت مواد سوختی و کالاهای عمومی منع کرد. اما این تثبیت قیمت باز هم چندان دوام نیاورد.

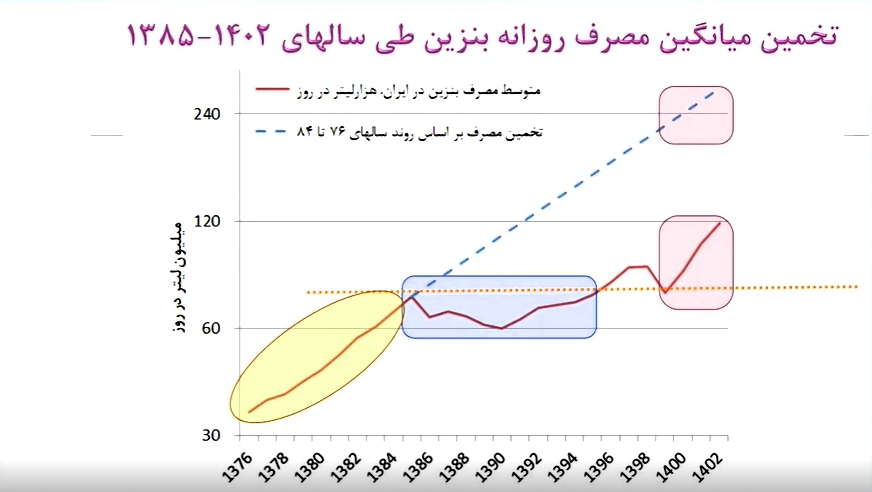
تخمین میانگین مصرف روزانه بنزین در ایران طی سال‌های ۱۳۸۵ تا ۱۴۰۲ با استفاده از آمار شرکت ملی پالایش و پخش فرآورده‌های نفتی ایران. این نمودار نشان می دهد در صورت تغییر نکردن سیاست مدیریت مصرف در سال ۱۳۸۵، در پایان این دوره، مصرف روزانه بنزین در ایران به ۲۴۰ میلیون لیتر در روز می‌رسید، ولی با تغییر سیاست مدیریت مصرف از سال ۱۳۸۵ تا ۱۴۰۲، به نصف این میزان رسید.

| سال  | نرخ آزاد به ریال | نرخ سهمیه‌ای به ریال |
| ---- | ---------------- | ------------------- |
| ۱۳۵۷ | ۱۰               | هیچ                 |
| ۱۳۵۹ | ۳۰               | هیچ                 |
| ۱۳۶۹ | ۵۰               | هیچ                 |
| ۱۳۷۴ | ۱۰۰              | هیچ                 |
| ۱۳۷۶ | ۱۶۰              | هیچ                 |
| ۱۳۷۷ | ۲۰۰              | هیچ                 |
| ۱۳۷۸ | ۳۵۰              | هیچ                 |
| ۱۳۷۹ | ۳۸۵              | هیچ                 |
| ۱۳۸۰ | ۳۸۰              | هیچ                 |
| ۱۳۸۱ | ۵۰۰              | هیچ                 |
| ۱۳۸۲ | ۶۵۰              | هیچ                 |
| ۱۳۸۳ | ۸۰۰              | هیچ                 |
| ۱۳۸۶ | ۱۰۰۰             | هیچ                 |
| ۱۳۸۷ | ۴۰۰۰             | ۱۰۰۰                |
| ۱۳۸۹ | ۷۰۰۰             | ۴۰۰۰                |
| ۱۳۹۳ | ۱۰۰۰۰            | ۷۰۰۰                |
| ۱۳۹۴ | ۱۰۰۰۰            | ۱۰۰۰۰               |
| ۱۳۹۸ | ۳۰۰۰۰            | ۱۵۰۰۰               |

## سهمیه‌بندی بنزین
با اجرای سهمیه‌بندی سوخت در ایران در دولت احمدی‌نژاد از تیر ماه ۱۳۸۶ هر لیتر بنزین سهمیه‌ای با نرخ ۱۰۰ تومان و بنزین آزاد ۴۰۰ تومان عرضه شد.
مرحله بعدی افزایش قیمت بنزین در ۲۸ آذر ۱۳۸۹ با اجرای هدفمندسازی یارانه‌ها در ایران کلید خورد و هر لیتر بنزین سهمیه‌ای به ۴۰۰ تومان و بنزین آزاد ۷۰۰ تومان افزایش یافت.
افزایش بعدی قیمت بنزین در سال ۱۳۹۳ در دولت تدبیر و امید با اجرای مرحله دوم هدفمندسازی یارانه‌ها در ایران هر لیتر بنزین سهمیه‌ای را به ۷۰۰ تومان و بنزین آزاد ۱۰۰۰ تومان رساند؛ که با تک نرخی شدن بنزین در سال ۱۳۹۴ به قیمت ۱۰۰۰ تومان پرونده بنزین سهمیه‌ای بسته شد.
اما در ۲۴ آبان ۱۳۹۸ در دولت رئیس‌جمهور روحانی نرخ هر لیتر بنزین سهمیه‌ای ۵۰ درصد افزایش یافت و به ۱۵۰۰ تومان رسید و قیمت بنزین آزاد که قبلاً هر لیتر ۱۰۰۰ تومان بود سه برابر شده و به ۳۰۰۰ تومان رسید.

### خبر سهمیه‌بندی بنزین و بازداشت‌ها
به‌دنبال انتشار خبر آغاز سهمیه‌بندی بنزین در اردیبهشت ۱۳۹۸ رسانه‌ها از بازداشت زیبا اسماعیلی سخنگوی شرکت ملی پخش و پالایش مواد نفتی ایران، و چند مقام دیگر وزارت نفت خبر دادند. روز ۱۵ اردیبهشت، یک سخنگو از مجلس شورای اسلامی گفت که موضوع سهمیه‌بندی بنزین «فعلاً متوقف شده‌است.» زیبا اسماعیلی بنا به گزارش سایت niksalehi.com کارمند رسمی صداوسیما بوده و سال‌ها پیش در خبرگزاری فارس فعالیت می‌کرده‌است. بنا به اعلام وزیر نفت علاوه بر زیبا اسماعیلی، چندین نفر در این رابطه بازداشت شده‌اند.

## فساد در بنزین دو نرخی
بنزین دو نرخی یکی از عوامل افزایش قاچاق و نیز فساد در کشور است. مدیرعامل شرکت بهینه‌سازی مصرف سوخت در گفتگو با اقتصاد آنلاین گفت:
من با دو نرخی کردن کاملاً مخالف هستم، این یعنی فساد. یادتان باشد در اقتصاد چند نرخی بودن یعنی فساد. فقط در یک شرایط جنگی است که باید بنزین را سهمیه‌بندی کنیم. حالا چگونه این فساد اتفاق می‌افتد؟ فرض کنید من به نام کشاورز از فرمانداری مجوز ده هزار لیتر بنزین سهمیه‌ای می‌گیرم، دو هزار لیتر آن را به بخش کشاورزی می‌برم و هشت هزار لیترش را به بازار آزاد؛ بنابراین فساد ایجاد می‌شود و من به شدت مخالفم. همچنین به عنوان یک راه حل کوتاه مدت برای جلوگیری از قاچاق بنزین در شرایط فعلی کشور پیشنهاد می‌کنم در مناطق مرزی مثل مریوان، مثل منطقه گمرک در مرز خسروی با عراق، مثل افغانستان و سایر جاها، خود شرکت ملی نفت یک پمپ بگذارد و بنزین را مثلاً ۵۰۰ تومان زیر قیمت آن کشور بفروشد. این باعث می‌شود دیگر برای افراد قاچاق سوخت مقرون به صرفه نباشد. در بلند مدت هم ما باید اقتصاد را درست کنیم و سعی کنیم قیمت‌های نسبی در اقتصاد برقرار شود تا بتوانیم در جهت حفظ منافع ملی کشور اصلاحات اقتصادی انجام دهیم.— محسن دلاویز، اقتصاد آنلاین

## جایگاه مجلس در موضوع بنزین
مجلس شورای اسلامی در اسفند ۱۳۹۵ با تصویب مادهٔ ۳۹ قانون برنامه ششم به دولت اجازه داده‌بود که تا سال ۱۴۰۰، قیمت همهٔ حامل‌های انرژی از جمله بنزین را با رعایت ملاحظات اجتماعی و اقتصادی و به تدریج، به بالاتر از سطح نود درصد قیمت فوب خلیج فارس برساند. اما در سال‌های بعد، مجلس و دولت مانع از اجرای تدریجی این مصوبه شدند. در سال مالی ۱۳۹۶ مجلس اجازه داد قیمت بنزین به ۱۵۰۰ تومان افزایش پیدا کند، اما دولت این مصوبه را به خاطر اعتراضات سال ۱۳۹۶ اجرا نکرد. در سال‌های ۱۳۹۷ و ۱۳۹۸ هم، مجلس با افزایش قیمت بنزین مخالفت کرد.
با افزایش سه برابری و یک‌شبهٔ قیمت بنزین با مصوبهٔ شورای عالی هماهنگی اقتصادی سران قوا و آغاز اعتراضات، شماری از نمایندگان مجلس شورای اسلامی و کارشناسان حقوقی نسبت به تداخل وظایف این شورا با امور مجلس انتقادهایی را مطرح کردند. آن‌ها معتقد بودند افزایش قیمت بنزین در مجلس تصویب نشده و به همین دلیل غیرقانونی است. حتی تعدادی از نمایندگان اعلام کردند که در اعتراض به بی‌اعتنایی دولت به نظر آن‌ها در مورد افزایش قیمت بنزین استعفا خواهند کرد.
در دومین روز اعتراضات (۲۵ آبان) فراکسیون امید مجلس طرح فوریتی «بازگشت قیمت بنزین به قیمت قبل» را تهیه کرد و بنا بود یک روز بعد، آن را تقدیم هیئت رئیسهٔ مجلس کند. اما پس از سخنرانی خامنه‌ای در ۲۶ آبان و تأکید او بر حمایت از تصمیم سران قوا، سخنگوی این فراکسیون اعلام کرد به دلیل «تاکیدات رهبر جمهوری اسلامی» طرح مزبور از دستور کار خارج شده‌است. هم‌زمان محمود صادقی گفت که رهبر ایران با ارسال یادداشتی خطاب به نمایندگان، آن‌ها را از مخالفت با مصوبهٔ سران قوا برحذر داشته‌است. علی لاریجانی هم در ۱۰ آذر طی نشستی خبری گفت که در راس امور قرار داشتن مجلس به معنای دخالت در همه تصمیم‌ها نیست و جایگاه مجلس «ریل‌گذاری پس از رهبر انقلاب» است. او در مورد وجود نهادهای تصمیم‌گیرندهٔ موازی مجلس گفت که بعضی از این نهادها در زمان روح‌الله خمینی هم وجود داشته‌اند، برخی هم بعداً اضافه شده‌اند و این موضوع جدیدی نیست.
در ۷ آذر سخنگوی کمیسیون اصل ۹۰ مجلس از تهیهٔ یک طرح دوفوریتی دیگر برای تک‌نرخی شدن بنزین به قیمت هر لیتر ۱۵۰۰ تومان و حذف قیمت ۳۰۰۰ تومانی خبر داد. از دیدگاه منتقدان، این طرح نمایندگان مجلس، سیاسی و تلاشی برای توفیق در مبارزات انتخاباتی مجلس در اسفند ۱۳۹۸ است.

## افزایش قیمت در سال ۹۸
بامداد ۲۴ آبان ۱۳۹۸ شرکت ملی پخش فرآورده‌های نفتی ایران، بدون اعلام قبلی از تغییر قیمت بنزین غیرسهمیه‌ای به ازای هر لیتر ۳ هزار تومان خبر داد. ساعاتی بعد حسن روحانی دلیل این افزایش را تقسیم درآمد حاصله بین شصت میلیون ایرانی عنوان کرد و گفت این تصمیم به نفع مردم و قشرها تحت فشار جامعه است. شامگاه ۲۴ آبان تجمعات اعتراضی در چند شهر برگزار شد اما به‌سرعت به ۲۸ استان مختلف سرایت پیدا کرد و تا حدود یک هفتهٔ بعد از آن، شهرهای مختلف ایران صحنهٔ درگیری، اعتراض و آشوب‌های بسیار گسترده بود.
براساس اعلام شرکت ملی پخش فراورده‌های نفتی ایران، قیمت هر لیتر بنزین سهمیه‌ای لیتری ۱۵۰۰ تومان و میزان سهمیهٔ خودروهای مختلف به شرح زیر است:
| ردیف | کاربری       | کاربری     | میزان سهمیهٔ بنزین ماهانه |
| ۱    | سواری شخصی   | بنزینی     | ۶۰ لیتر                  |
| ۱    | سواری شخصی   | دوگانه سوز | ۳۰ لیتر                  |
| ۲    | تاکسی        | بنزینی     | ۴۰۰ لیتر                 |
| ۲    | تاکسی        | دوگانه سوز | ۲۰۰ لیتر                 |
| ۳    | موتورسیکلت   | بنزینی     | ۲۵ لیتر                  |
| ۴    | وانت کم مصرف | بنزینی     | ۲۰۰ لیتر                 |
| ۴    | وانت کم مصرف | دوگانه سوز | ۶۰ لیتر                  |
| ۵    | وانت پرمصرف  | بنزینی     | ۳۰۰ لیتر                 |
| ۵    | وانت پرمصرف  | دوگانه سوز | ۱۲۰ لیتر                 |
| ۶    | آمبولانس     | بنزینی     | ۵۰۰ لیتر                 |

### پیامدها
- ۶۰ هزار صیاد به علت افزایش قیمت بنزین بیکار شده و وضعیت معیشتی آنها بحرانی شد. آنها مجبور هستند روزانه ۵۰ تا۱۵۰ لیتر بنزین را با قیمت لیتری سه هزار تومان تهیه کنند.[۳۴]
- اعتراضات گسترده‌ای در بیش از ۱۰۰ شهر ایران به راه افتاد که به اعتراضات آبان ماه ۹۸ معروف است.